# SEVENDIP
SEVENDIP (англ. Search for Extraterrestrial Visible Emissions from Nearby Developed Intelligent Populations, пошук позаземних видимих випромінень від сусідніх розвинених росумних популяцій) — колишній проєкт Берклівського дослідницького центру SETI при Університеті Каліфорнії в Берклі, який використовував видимі довжини хвиль для пошуку сигналів від розумного позаземного життя в космосі.
Між 1997 і 2007 роками SEVENDIP використовував 75-сантиметровий автоматизований телескоп у Лафайєтті, штат Каліфорнія, для сканування неба в пошуках ознак міжзоряного зв'язку за допомогою наносекундних лазерних імпульсів у видимому діапазоні. Інший інструмент був встановлений на 80-сантиметровому автоматичному телескопі Берклі в обсерваторії Лейшнера. Їхні датчики мали час відгуку 0,7 нс і були чутливі до довжин хвиль 300—700 нм.
Список цілей включав переважно найближчі зорі спектральних класів F, G, K і M, а також кілька кулястих скупчень і галактик. Пошук коротких оптичних імпульсів на обсерваторії Лейшнера досліджував кілька тисяч зір, кожну протягом приблизно однієї хвилини або більше.